# Na Porta ao Lado: Esperança
Na Porta ao Lado: Esperança é um filme português produzido pela Santa Rita Filmes que estreou pela OPTO a 24 de julho de 2021. É da autoria de Cláudia Clemente. Trata-se do primeiro filme da trilogia Na Porta ao Lado.
Conta com Rita Loureiro, Miguel Guilherme e Cristóvão Campos nos papéis principais.

## Produção
O filme foi anunciado em dezembro de 2020 como parte da série Na Porta ao Lado. Meses mais tarde revelou-se que o título do filme seria “Esperança”.
Os nomes anunciados para o elenco foram os atores Rita Loureiro, Miguel Guilherme e Cristóvão Campos, sendo eles os três os protagonistas do filme. Também foi anunciada a cantora Lara Li no filme, com uma participação especial.

## Sinopse
Helena (Rita Loureiro) é uma violoncelista casada com Mário (Miguel Guilherme). Controlador, Mário crítica Helena, enquanto artista e mulher, deixando-a insegura ao ponto de abandonar os palcos e ficar isolada e dependente do marido. Será Rodrigo (Cristóvão Campos), um jovem radialista, que irá tentar ajudá-la.[carece de fontes?]

## Elenco
| Ator/Atriz       | Personagem       |
| ---------------- | ---------------- |
| Rita Loureiro    | Helena Fouqueret |
| Miguel Guilherme | Mário Fouqueret  |
| Cristóvão Campos | Rodrigo          |

### Participação especial
| Ator/Atriz | Personagem |
| ---------- | ---------- |
| Lara Li    | Ela mesma  |

### Elenco adicional
| Ator/Atriz               | Personagem              |
| ------------------------ | ----------------------- |
| Valter Rolo              | Pianista                |
| Cátia Nunes              | Amélia                  |
| Luciano Gomes            | Francisco «Chico»       |
| Daniel Viana             | Luís                    |
| Ana Cristina de Oliveira | Eunice Santos           |
| Rita Revez               | Joana                   |
| Pedro Ivo                | Músico contrabaixo      |
| Pedro Luís               | Músico violoncelo       |
| Joaquim Teixeira         | Músico violino          |
| Sérgio Ivo               | Músico violino          |
| Pedro Tiago              | Músico violino          |
| Catarina Bairrão         | Dupla violoncelo Helena |
| Inês Torres              | Dupla violoncelo Helena |

## Músicas
| Tema        | Intérprete(s) | Notas |
| ----------- | ------------- | ----- |
| "Amanhecer" | Rui Massena   | —     |
| "Telepatia" | Lara Li       | —     |
| "Estrada"   | Rui Massena   | —     |

[carece de fontes?]